# عادل الروسان
عادل مصطفى مفلح الرّوسان (1 نوفمبر 1938) شاعر أردني. ولد في مدينة إربد. حصل على شهادة الليسانس في الحقوق من الجامعة السورية عام 1962، حصل على دبلوم في المساحة والرسم من بنيث كولدج في لندن. عمل في حقل المساحة وتسوية الأراضي. هو عضو في اتحاد الكتاب الأردنيين، وجمعية الهيئة الإداريّة للمنتدى الثقافي في إربد، وغيرها من الأنشطة الأدبية والثقافية. كتب القصيدة العمودية والتفعيلة والنبطية وله دواوين شعرية مطبوعة. 

## سيرته
ولد عادل مصطفى مفلح الرّوسان يوم 1 نوفمبر 1938/ 9 رمضان 1357 في إربد، درس المرحلة الابتدائية في معان والمفرق والجفور والسلط تبعاً لتنقّل والده خلال عمله في دائرة الجمارك. ثم درس المرحلة الإعدادية في الزرقاء، وأنهى الثانوية العامة في مدرسة العروبة بإربد 1957، ثم حصل على شهادة الليسانس في الحقوق من الجامعة السورية سنة 1962، ثم شهادة الدبلوم العالي في المساحة والرسم بالمراسلة من كلية بِنِيت في لندن سنة 1965.

عمل في دائرة الأراضي والمساحة من 1962 حتى 1996، وتولّى مناصب عدة في هذا المجال آخرها مدير تسوية الأراضي في محافظة إربد. كما قام بتدريس المساحة والرسم المعماري بجامعة الملك سعود بالرياض من 1978 حتى 1983.

هو عضو في اتحاد الكتّاب والأدباء الأردنيين، والمنتدى الثقافي في إربد، وشغل منصب نائب الرئيس في جمعية أصدقاء الآثار والأنثروبولوجيا في إربد ست سنوات من 1991 حتى 1997.

## مؤلفاته
من مؤلفاته:
- طريق الخلاص، شعر، 1990
- تسلمي يا دار، شعر شعبي، 1990
- البعث الثاني، شعر، 1991
- وجدانيات، شعر نبطي وشعبي، 1995
- نواقيس الزمن الأصم، شعر، 2007
- الرماد الحيّ، شعر، 2007